# Сподня Сливниця
Сподня Сливниця (словен. Spodnja Slivnica) — поселення в общині Гросуплє, Осреднєсловенський регіон, Словенія. Висота над рівнем моря: 363,7 м.